# Estat de transició
L'estat de transició d'una reacció química és una configuració particular al llarg de la coordenada de reacció que es defineix com l'estat que correspon al màxim d'energia en el seu decurs. En aquest punt s'assumeix que les espècies reactants en colidir conduiran sempre a la formació de productes.
Com a exemple, l'estat de transició que es mostra a sota ocorre durant la reacció SN2 de bromoetà amb l'anió hidroxil.

## Història del concepte
El concepte d'estat de transició prové de la cinètica de les reaccions químiques. Va ser desenvolupada a la dècada de 1930.

## Explicació
En colidir les molècules reactants hi pot haver o no haver una reacció amb èxit. El resultat depèn de factors com l'energia cinètica relativa, l'orientació relativa i l'energia interna de les molècules. L'evolució cap aproductes només es produirà quan s'arribi com a mínim a aquest punt crític que suposa el màxim d'energia de la coordenada de reacció, que és l'estat de transició.